# Anzoátegui
För andra betydelser, se Anzoátegui (olika betydelser).

Anzoáteguis läge i Venezuela.

Anzoáteguis flagga

Anzoátegui är en delstat i Venezuela, belägen i den nordöstra delen av landet, med kust mot Karibiska havet. Ytan uppgår till 43 300 kvadratkilometer, och invånarantalet beräknades till 1 502 197 år 2008. Befolkningstätheten ligger på 34,7 inv./km². Delstatens administrativa huvudort är Barcelona. Andra större städer är Anaco, El Tigre och Puerto la Cruz. Oljeindustri, fiske och turism är viktiga näringar i Anzoátegui.  Delstaten skapades 1909.

## Administrativ indelning
Delstaten är indelad i 21 kommuner. Där namnet för kommunens huvudort skiljer sig från kommunens står detta inom parentes.
- Anaco
- Aragua (Aragua de Barcelona)
- Diego Bautista Urbanija (Lecherías)
- Fernando de Peñalver (Puerto Píritu)
- Francisco del Carmen Carvajal (Valle de Guanape)
- Francisco de Miranda (Pariaguán)
- Guanta
- Independencia (Soledad)
- José Gregorio Monagas (Mapire)
- Juan Antonio Sotillo (Puerto la Cruz)
- Juan Manuel Cajigal (Onoto)
- Libertad (San Mateo)
- Manuel Ezequiel Bruzual (Clarines)
- Pedro María Freites (Cantaura)
- Píritu
- San José de Guanipa
- San Juan de Capistrano (Boca de Uchire)
- Santa Ana
- Simón Bolívar (Barcelona)
- Simón Rodríguez (El Tigre)
- Sir Arthur McGregor (El Chaparro)